# Magyar Péter (építész)
Magyar Péter (Békéscsaba, 1937. június 30. –) Magyar Építőművészetért Éremmel elismert magyar építész, a Széchenyi Irodalmi és Művészeti Akadémia tagja, a „térlenyomat” tervezési módszerének kidolgozója.

## Élete és munkássága
1937. június 30-án született Békéscsabán. Édesapja, Magyar József malomtulajdonos volt. A kuláknak titulált családi háttér miatt 1951-1955 között magántanuló, a középiskola negyedik évére vették fel a helyi Rózsa Ferenc Gimnáziumba; itt is érettségizett. 1957-1958 között marós szakképzésben vett részt, majd a budapesti Magyar Optikai Műveknél helyezkedett el, ahol 1961-ig marósként, majd szerkesztő-konstruktőrként dolgozott. 1961-1967 között az Építőipari és Közlekedési Műszaki Egyetem esti építészmérnöki képzésének hallgatója volt, amelyet 1967-ben jelessel végzett el. Diplomamunkáját a finnországi Espoo városrendezési tervpályázatára beadott munkából dolgozta tovább.
1963-1970 között szerkesztő, majd tervező mérnök az IPARTERV alkalmazásában. Első nagyszabású munkája a Tungsram gyöngyösi félvezető gyárának bővítése volt, amelyet váci és sátoraljaújhelyi megbízások követtek a Tungsram és az Elzett számára. Jelentős művei az időszakból a Tungsram megbízásából tervezett gyöngyösi lakóház,,  a budapesti Meredek utcai lakóház, valamint a szentendrei Beton- és Vasbetonipari Művek bővítése, amely 1971-re készült el. Ekkor már a Kereskedelmi Tervezői Iroda építész tervezője, majd 1974-1975 között a KÖZTI-nél dolgozott. 

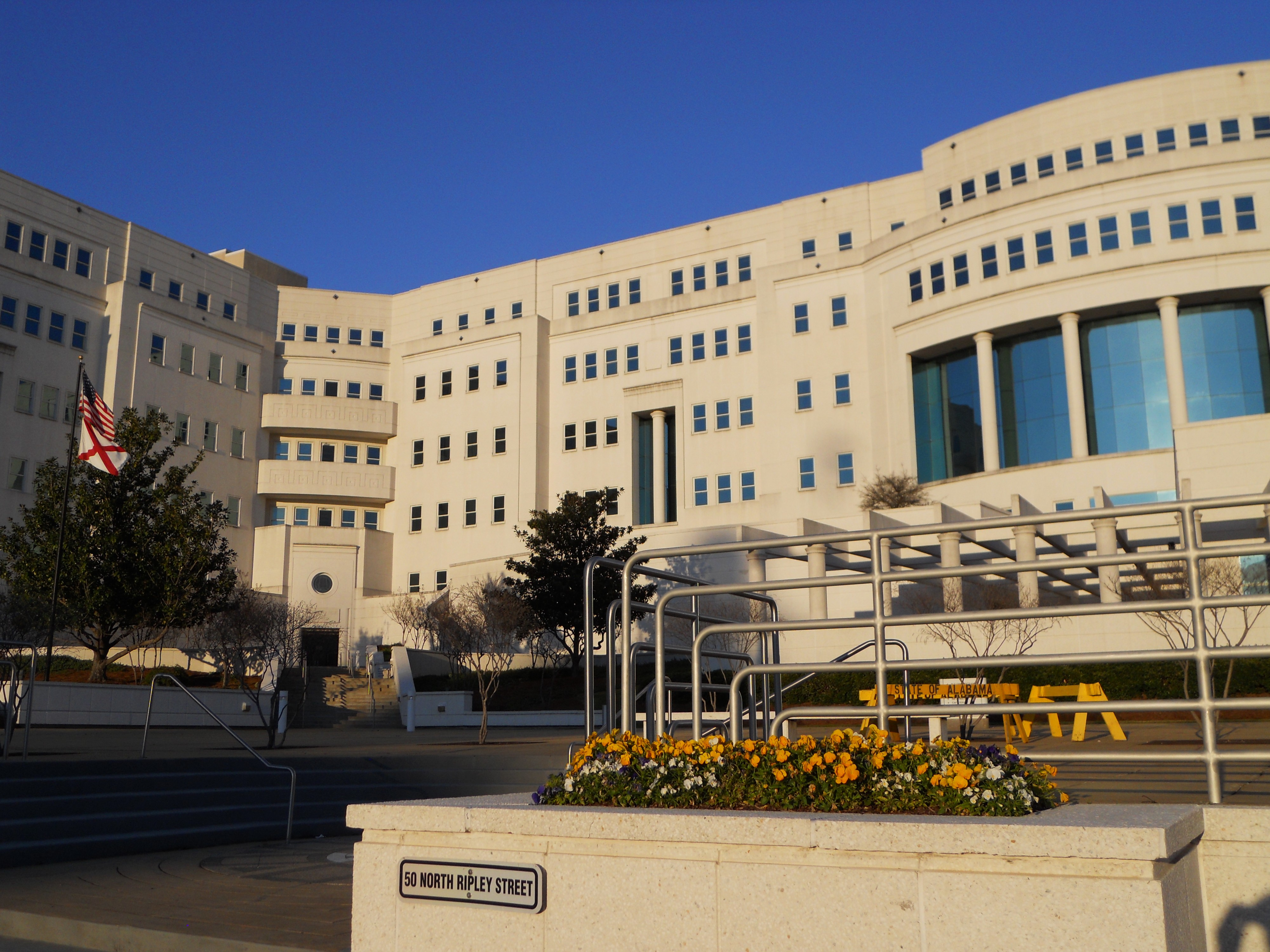
Gordon Persons Building, Montgomery, Alabama, Amerikai Egyesült Államok

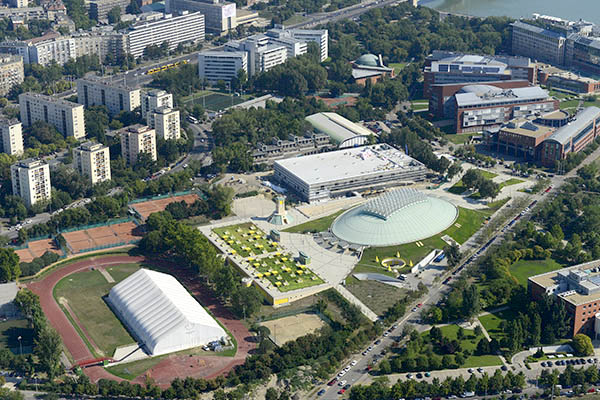
A budapesti Tüskecsarnok légifotója

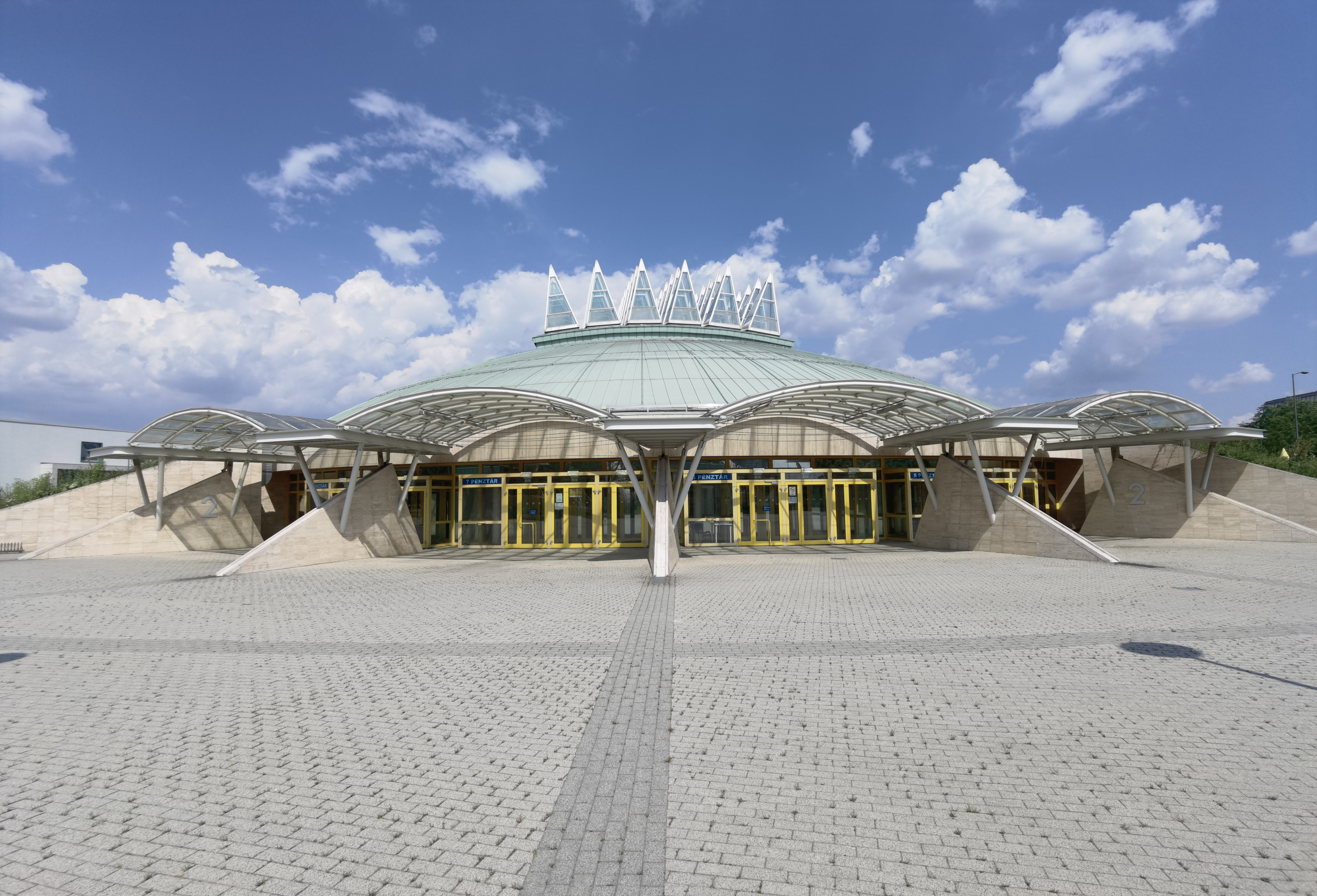
A budapesti Tüskecsarnok a főbejárat felől

1964-től számos hazai és nemzetközi építészeti tervpályázaton vett részt, többek között a Nemzeti Színház 1965-1966-os tervpályázatán, 1967-ben az amszterdami városháza, 1969-ben a bécsi UNIDO-IAEA-székház, majd 1972-ben a szófiai operaház pályázatán. Utóbbi munkája, bár a pályázaton nem díjazták, Magyarországon felkeltette a szakma figyelmét: ismertetése megjelent a Bercsényi 28-30 1974-es számában, majd Gerle János és Szegő György bemutatták az Építészeti tendenciák 1968-1981 kiállításán. Pályázati együttműködő partnerei között említendő ifjabb Janáky István és Elekes Keve István, baráti köréhez tartozott Bognár Botond, Csomay Zsófia, Reimholz Péter.
1968-tól 1975-ig a Budapesti Műszaki Egyetem Építészmérnöki Karának oktatója, tanársegédje.
1975-ben legális munkavállalóként a nigériai Zaria városába költözött, és az Ahmadu Bello Egyetem oktatójaként dolgozott, emellett az egyetem tervezőirodájában, illetve alkalmanként a KÖZTI nigériai irodájában is munkát vállalt. Hivatalos tartózkodási ideje lejártával feleségével együtt Hollandiába emigráltak, majd 1980-ban az Egyesült Államokba költöztek. Itt négy évtizeden keresztül több oktatási intézmény oktatója, majd építészeti fakultások igazgatójaként dolgozott. 2011-ben a Kansas State University professzoraként vonult nyugdíjba.
Ezekben az évtizedekben számos pályázaton indult. Megvalósult munkái közül kiemelkedik a Montgomery-ben álló Gordon Persons Building, amely Alabama állam legfelsőbb bírósága számára készült, valamint a nyertes tervpályázatot követően Lázár Antal építészirodájával közösen tervezett budapesti Tüskecsarnok.
Tervezési módszereit, gondolkodásmódját jelentősen befolyásolták az Afrikában töltött évek. A helyi díszítőművészet hatására terveiben megjelent a fraktálgeometria, míg az európaitól eltérő családi és nemi szerepek új térkapcsolatok és térformák megfogalmazására ösztönözték. A helyi építési hagyományokkal való megismerkedése indította el azon az úton, amely a topologikus tervezői gondolkodásmód, majd annak sajátos eszköze, a térlenyomat kifejlesztésére inspirálták. Innentől eredeztethető sajátos rajzi munkássága, amelynek eredményeit kiadványokban, illetve önálló kiállításokon mutatta be 1993-ban a Budapest Galériában, 2008-ban az N&n Galériában, 2017-ben pedig a Műcsarnokban,  illetve számos kiadványban és kötetben publikálta.
Első felesége Szentistványi Katalin, ebből a házasságából született lánya, Kinga. Második felesége 1975-től Deák Csilla, az Örökösök c. regény szerzője.
2019 óta ismét Magyarországon él.

## Fontosabb épületei és tervei
- 1964-1965. Az Egyesült Izzó Félvezetőgyára (ma Magnetec Ungarn gyártelep), Gyöngyös, Pipishegy	 (megvalósult)
- 1965. Nemzeti Színház, Budapest (pályázat)
- 1967. Az Egyesült Izzó I. sz. épületének rekonstrukciója, Vác (megvalósult)
- 1967. Városközpont, Espoo, Finnország (diplomamunka)
- 1968. Az Elzett csarnokbővítése, Sátoraljaújhely (megvalósult)
- 1968-1971. Az Egyesült Izzó lakóháza, Gyöngyös, II. Rákóczi Ferenc u. 23. (megvalósult)
- 1968-1971. Betonáru- és csőgyár, Szentendre, Dózsa György út 20.	(megvalósult)
- 1968. Városháza, Amszterdam, Hollandia (pályázat)
- 1969. UNIDO-IAEA székház, Bécs, Ausztria (pályázat)
- 1970-1975 között. Lakóház, Budapest, Meredek u. 60.	(megvalósult)
- 1972-1973. Operaház, Szófia, Bulgária (pályázat)
- 1976. Villa, Zaria, Nigéria (terv)
- 1976. Afrikai Színház, Zaria, Nigéria (terv)
- 1977. Villa, Ilorin, Nigéria (terv)
- 1978. Lakóépület (Machiya as muko sangen ryodonari), Tokió, Japán (pályázat)
- 1979. Lakóépület (Ház Karl Friedrich Schinkelnek), Amszterdam, Hollandia (pályázat)
- 1979-1980. Kulturális központ, Frankfurt am Main, Németország (pályázat)
- 1980. Városháza, Oldenburg, Németország (pályázat)
- 1982.	Belvedere és lakóépület, Hongkong, Kína  (pályázat)
- 1983. Opéra Bastille, Párizs, Franciaország (pályázat)
- 1984. Peggy Guggenheim Museum, Velence, Olaszország (pályázat)
- 1986. State Office Building (Gordon Persons Building), Montgomery, Alabama, Egyesült Államok (megvalósult)
- 1989. Könyvtár, Alexandria, Egyiptom (pályázat)
- 1990. Elnöki villa, Pennsylvania State University, State College, University Park, Pennsylvania, Egyesült Államok (terv)
- 1990. Public Safety Building & Court House (ma Pittsburgh Municipal Courts Facility). Pittsburgh, Pennsylvania, Egyesült Államok (megvalósult)
- 1992. Villa Sala (más néven House with No Style vagy Palladio-Hejduk ház, pályázat)
- 1993. Operaház, Cardiff, Egyesült Királyság (pályázat)
- 1993. Sport- és rendezvényközpont (Tüskecsarnok), Budapest, Magyarország (megvalósult)
- 2002. Graphisoft Park Konferenciaközpont, Budapest, Magyarország (pályázat)

## Oktatói tevékenysége
- 1968-1975. A budapesti BME Építészmérnöki Kar oktatója, tanársegédje
- 1975-1979. Az Ahmadu Bello Egyetem (Zaria, Nigéria) oktatója
- 1980-1981. A University of Cincinnati (Cincinnati, Ohio, USA) oktatója
- 1981-1989. Az Auburn University (Auburn, Alabama, USA) oktatója
- 1988. A koppenhágai Királyi Művészeti Akadémia vendégprofesszora
- 1989-1996. A Pennsylvania State University (University Park, Pennsylvania, USA) Építészeti fakultásának vezetője
- 1992. A mexikói University of Monterrey vendégoktatója
- 1996-2007. A Florida Atlantic University (Boca Raton – Fort Lauderdale, Florida, USA) Építészeti Iskolájának alapító igazgatója
- 2007-2011. A Kansas State University (Manhattan, Kansas, USA) egyetemi professzora és Építészeti Tanszékének vezetője

## Díjai, tagságai
- 1993. A Budapesti Műszaki és Gazdaságtudományi Egyetem díszdoktora
- 2011. Magyar Építőművészetért Érem
- 2015. A Széchenyi Irodalmi és Művészeti Akadémia tagja
- 2017. A Royal Institute of British Architects (RIBA) Fellow-ja

## Saját kötetek
- Magyar Péter: Spaceprints. A handbook of applied topology in architecture. Department of Architectura, School of Architecture and Fine Arts, Auburn University, Alabama, 1984.
- Magyar Péter: Construction meditative: The State Office Building, Montgomery, Alabama: architects, Chambless and Associates, P.C. and Blondheim & Mixon, Inc., ... of the image controlled idea development. School of Architecture, Auburn University, 1988.
- Magyar Péter: „…scattered instances of structure and time…” Auburn University, Alabama, 1989.
- Magyar Péter: Végtelen érintők. Saját kiadás, 1993.
- Magyar Péter: Thought Palaces. Architectura & Natura Press, Amszterdam, 1999.
- Magyar Péter: ThinkInk. Kendall Hunt Publishing, 2010.
- Magyar Péter: Seven Lessons on Architectural Morphogenesis. Trafford Publishing, 2013.
- Magyar Péter: The Soft Boiled Egg Scribbles. Architectural Ideas of Students, as recorded by Peter Magyar. Kansas State University, 2013.
- Magyar Péter: Urban Innuendoes. Trafford Publishing, 2013.
- Magyar Péter: Multiple Horizons: Yokohama International Port Competition. Trafford Publishing, 2014.
- Magyar Péter: Angles and Oranges: Fine Art Building, Orange County Community College, CA. Trafford Publishing, 2015.
- Magyar Péter: Between Bridges: Design Studies of the Pittsburgh Safety Building in Pittsburgh, PA. Trafford Publishing, 2015.
- Magyar Péter: Consequential Deliberations: The Peak Competition, Hongkong. Trafford Publishing, 2015.
- Magyar Péter: Hesitant Decisions: Sports and Cultural center, Budapest. Trafford Publishing, 2015.
- Magyar Péter: Operation Paris: Paris Opera Competition. Trafford Publishing, 2015.
- Lázár Antal – Magyar Péter: Making Evergreen Architecture. LitFire Publishing, 2016.
- Magyar Péter: Palladian Space-Neurons and other Roots of Infinity. Litfire Publishing, 2016.
- Magyar Péter: Linear Thought Condensation. ORO Editions, 2019.
- Magyar Péter: Pen Zen Diaries. Volume One. Trafford Publishing, 2018.
- Magyar Péter: Pen Zen Diaries. Coffee Press Inc, 2019.
- Magyar Péter: Codex Linearum. Trafford Publishing, 2021.
- Magyar Péter: THink. Pen Zen Diaries. Kaizen Publishing House, 2022.
- Magyar Péter: Bluntly Drawn. Kansas State University, é. n.